# تومي كامينغ
تومي كامينغ (بالإنجليزية: Tommy Cumming)‏ هو لاعب كرة قدم أسترالي، ولد في 19 يونيو 1956 في اسكتلندا في المملكة المتحدة. لعب مع Green Gully SC ‏.

## وصلات خارجية
- تومي كامينغ على موقع ناشيونال فوتبول تيمز (الإنجليزية)